# Isocentris seychellalis
Isocentris seychellalis is een vlinder van de familie van de grasmotten (Crambidae). De wetenschappelijke naam van deze soort is voor het eerst voorgesteld door Thomas Bainbrigge Fletcher in een publicatie uit 1910.
De soort komt voor op de Seychellen.